# Danh sách quả bóng thi đấu chính thức của Cúp bóng đá châu Á
Ở Cúp bóng đá châu Á, trước năm 2004, những quả bóng sử dụng cho giải đấu rất đa dạng, dẫn đến việc khó xác định quả bóng nào là bóng chính thức cho Cúp bóng đá châu Á. Chỉ sau khi đi đến thiên niên kỷ mới, AFC đã bắt đầu chọn một quả bóng chính thức. Dưới đây là những quả bóng đã được sử dụng tại Cúp bóng đá châu Á qua các năm:
| Năm  | Bóng chính thức  | Nhà chế tạo | Thông tin thêm |
| ---- | ---------------- | ----------- | --- |
| 2004 | Roteiro          | Adidas      | Đây là giải đầu tiên đăng ký quả bóng sử dụng cho giải đấu, cùng một quả bóng được sử dụng trong giải vô địch bóng đá châu Âu được tổ chức trước đó.             |
| 2007 | Mercurial Veloci | Nike        | Đây là quả bóng chính thức độc lập đầu tiên sau nhiều năm sử dụng quả bóng khác nhau hoặc mang từ giải vô địch bóng đá châu Âu và giải vô địch bóng đá thế giới. |
| 2011 | Total 90 Tracer  | Nike        | |
| 2015 | Ordem 2          | Nike        | |
| 2019 | Acentec          | Molten      | Lần đầu tiên trong lịch sử Cúp bóng đá châu Á không sử dụng bất kỳ quả bóng nào do Adidas hoặc Nike sản xuất.                                                    |
| 2023 | VORTEXAC23       | Kelme       | |
| 2023 | VORTEXAC23+      | Kelme       | |